# 大溪河
大溪河，是中国长江流域的一条河流，汇入乌江下游左岸，属于乌江水系。河长120千米，流域面积2065平方千米，多年平均流量31立方米每秒。自然落差500米。水能理论蕴藏量2万千瓦。